# Les Villettes
Les Villettes est une commune française située dans le département de la Haute-Loire en région d'Auvergne-Rhône-Alpes.

## Géographie

### Localisation
La commune des Villettes se trouve dans le département de la Haute-Loire, en région Auvergne-Rhône-Alpes.
Elle se situe à 49 km par la route du Puy-en-Velay, préfecture du département, à 24 km d'Yssingeaux, sous-préfecture, et à 7 km de Monistrol-sur-Loire, bureau centralisateur du canton de Monistrol-sur-Loire dont dépend la commune depuis 2015 pour les élections départementales.
Les communes les plus proches sont : 
Saint-Maurice-de-Lignon (3,7 km), Sainte-Sigolène (4,1 km), Grazac (5,3 km), Lapte (6,1 km), Monistrol-sur-Loire (6,5 km), Beauzac (7,1 km), Saint-Pal-de-Mons (7,2 km), La Séauve-sur-Semène (8,5 km).
|                         | Monistrol-sur-Loire |                 |
| Saint-Maurice-de-Lignon | Villettes           | Sainte-Sigolène |
|                         | Grazac              |                 |

### Climat
Pour des articles plus généraux, voir Climat d'Auvergne-Rhône-Alpes et Climat de la Haute-Loire.
En 2010, le climat de la commune est de type climat des marges montargnardes, selon une étude du Centre national de la recherche scientifique s'appuyant sur une série de données couvrant la période 1971-2000. En 2020, Météo-France publie une typologie des climats de la France métropolitaine dans laquelle la commune est exposée à un climat de montagne ou de marges de montagne et est dans la région climatique Sud-est du Massif Central, caractérisée par une pluviométrie annuelle de 1 000 à 1 500 mm, minimale en été, maximale en automne.
Pour la période 1971-2000, la température annuelle moyenne est de 9 °C, avec une amplitude thermique annuelle de 16,3 °C. Le cumul annuel moyen de précipitations est de 859 mm, avec 9 jours de précipitations en janvier et 6,9 jours en juillet. Pour la période 1991-2020, la température moyenne annuelle observée sur la station météorologique de Météo-France la plus proche, « Monistrol-sur-Loire », sur la commune de Monistrol-sur-Loire à 7 km à vol d'oiseau, est de 10,0 °C et le cumul annuel moyen de précipitations est de 822,3 mm,. Pour l'avenir, les paramètres climatiques de la commune estimés pour 2050 selon différents scénarios d'émission de gaz à effet de serre sont consultables sur un site dédié publié par Météo-France en novembre 2022.

## Urbanisme

### Typologie
Au 1er janvier 2024, Les Villettes est catégorisée bourg rural, selon la nouvelle grille communale de densité à sept niveaux définie par l'Insee en 2022.
Elle est située hors unité urbaine. Par ailleurs la commune fait partie de l'aire d'attraction de Saint-Étienne, dont elle est une commune de la couronne,. Cette aire, qui regroupe 105 communes, est catégorisée dans les aires de 200 000 à moins de 700 000 habitants,.

### Occupation des sols
L'occupation des sols de la commune, telle qu'elle ressort de la base de données européenne d’occupation biophysique des sols Corine Land Cover (CLC), est marquée par l'importance des territoires agricoles (48,6 % en 2018), en diminution par rapport à 1990 (52,7 %). La répartition détaillée en 2018 est la suivante :
forêts (36,4 %), zones agricoles hétérogènes (33,2 %), prairies (15,4 %), zones urbanisées (8,3 %), milieux à végétation arbustive et/ou herbacée (4,5 %), mines, décharges et chantiers (2,3 %). L'évolution de l’occupation des sols de la commune et de ses infrastructures peut être observée sur les différentes représentations cartographiques du territoire : la carte de Cassini (XVIIIe siècle), la carte d'état-major (1820-1866) et les cartes ou photos aériennes de l'IGN pour la période actuelle (1950 à aujourd'hui).

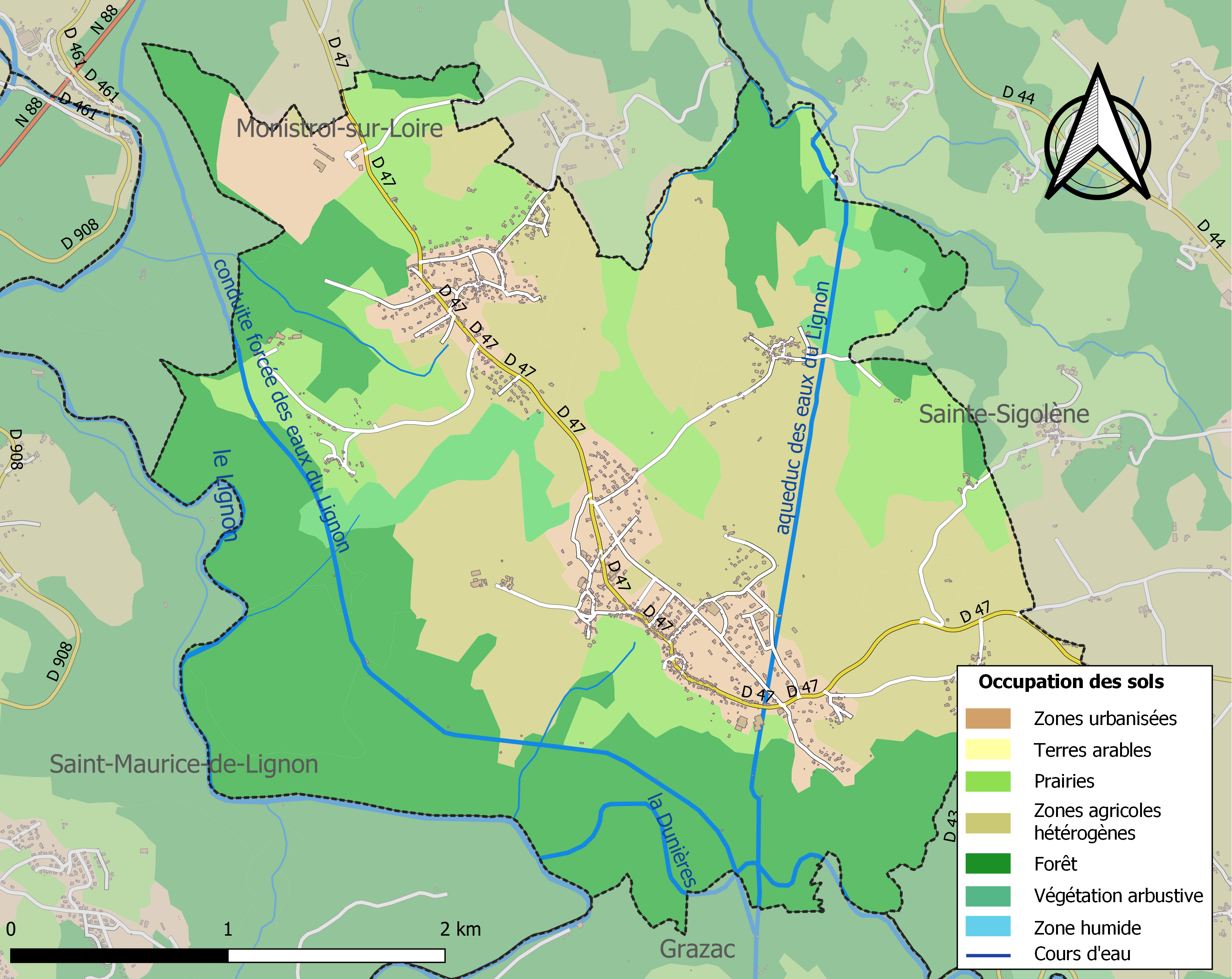
Carte des infrastructures et de l'occupation des sols de la commune en 2018 (CLC).

### Habitat et logement
En 2018, le nombre total de logements dans la commune était de 665, alors qu'il était de 601 en 2013 et de 568 en 2008.
Parmi ces logements, 80 % étaient des résidences principales, 11,1 % des résidences secondaires et 8,9 % des logements vacants. Ces logements étaient pour 95,1 % d'entre eux des maisons individuelles et pour 4,8 % des appartements.
Le tableau ci-dessous présente la typologie des logements aux Les Villettes en 2018 en comparaison avec celle de la Haute-Loire et de la France entière. Une caractéristique marquante du parc de logements est ainsi une proportion de résidences secondaires et logements occasionnels (11,1 %) inférieure à celle du département (16,1 %) mais supérieure à celle de la France entière (9,7 %). Concernant le statut d'occupation de ces logements, 86,3 % des habitants de la commune sont propriétaires de leur logement (86,7 % en 2013), contre 70 % pour la Haute-Loire et 57,5 pour la France entière.
| Typologie                                               | Les Villettes | Haute-Loire | France entière |
| ------------------------------------------------------- | ------------- | ----------- | -------------- |
| Résidences principales (en %)                           | 80            | 71,5        | 82,1           |
| Résidences secondaires et logements occasionnels (en %) | 11,1          | 16,1        | 9,7            |
| Logements vacants (en %)                                | 8,9           | 12,4        | 8,2            |

## Toponymie
Las Vialetas en vivaro-alpin.

## Politique et administration

### Découpage territorial
La commune des Villettes est membre de la communauté de communes Marches du Velay-Rochebaron, un établissement public de coopération intercommunale (EPCI) à fiscalité propre créé le 27 décembre 2016 dont le siège est à Monistrol-sur-Loire. Ce dernier est par ailleurs membre d'autres groupements intercommunaux.
Sur le plan administratif, elle est rattachée à l'arrondissement d'Yssingeaux, au département de la Haute-Loire, en tant que circonscription administrative de l'État, et à la région Auvergne-Rhône-Alpes.
Sur le plan électoral, elle dépend du canton de Monistrol-sur-Loire pour l'élection des conseillers départementaux, depuis le redécoupage cantonal de 2014 entré en vigueur en 2015, et de la première circonscription de la Haute-Loire   pour les élections législatives, depuis le redécoupage électoral de 1986.

### Liste des maires
| Période                                  | Période  | Identité       | Étiquette | Qualité                                                                      |
| ---------------------------------------- | -------- | -------------- | --------- | ---------------------------------------------------------------------------- |
| Les données manquantes sont à compléter. |          |                |           |                                                                              |
| juin 1995                                | 2020     | Louis Simonnet | DVG       | documentaliste, président de la CC Marches du Velay-Rochebaron (2017 → 2020) |
| 2020                                     | En cours | Marc Treveys   |           |                                                                              |

## Population et société

### Démographie

#### Évolution démographique
L'évolution du nombre d'habitants est connue à travers les recensements de la population effectués dans la commune depuis 1861. Pour les communes de moins de 10 000 habitants, une enquête de recensement portant sur toute la population est réalisée tous les cinq ans, les populations de référence des années intermédiaires étant quant à elles estimées par interpolation ou extrapolation. Pour la commune, le premier recensement exhaustif entrant dans le cadre du nouveau dispositif a été réalisé en 2005.

En 2022, la commune comptait 1 455 habitants, en évolution de +3,85 % par rapport à 2016 (Haute-Loire : +0,36 %, France hors Mayotte : +2,11 %).
| 1861 | 1866 | 1872  | 1876  | 1881  | 1886  | 1891  | 1896  | 1901  |
| ---- | ---- | ----- | ----- | ----- | ----- | ----- | ----- | ----- |
| 921  | 915  | 1 006 | 1 032 | 1 135 | 1 120 | 1 103 | 1 102 | 1 156 |

| 1906  | 1911  | 1921 | 1926 | 1931 | 1936 | 1946 | 1954 | 1962 |
| ----- | ----- | ---- | ---- | ---- | ---- | ---- | ---- | ---- |
| 1 170 | 1 126 | 952  | 925  | 886  | 731  | 558  | 541  | 526  |

| 1968 | 1975 | 1982 | 1990 | 1999 | 2005  | 2006  | 2010  | 2015  |
| ---- | ---- | ---- | ---- | ---- | ----- | ----- | ----- | ----- |
| 511  | 423  | 529  | 592  | 851  | 1 097 | 1 104 | 1 204 | 1 378 |

| 2020  | 2022  | - | - | - | - | - | - | - |
| ----- | ----- | - | - | - | - | - | - | - |
| 1 452 | 1 455 | - | - | - | - | - | - | - |

#### Pyramide des âges
La population de la commune est relativement jeune.
En 2018, le taux de personnes d'un âge inférieur à 30 ans s'élève à 38,5 %, soit au-dessus de la moyenne départementale (31 %). À l'inverse, le taux de personnes d'âge supérieur à 60 ans est de 16,1 % la même année, alors qu'il est de 31,1 % au niveau départemental.
En 2018, la commune comptait 705 hommes pour 728 femmes, soit un taux de 50,8 % de femmes, légèrement inférieur au taux départemental (50,87 %).
Les pyramides des âges de la commune et du département s'établissent comme suit.
| Hommes | Classe d’âge | Femmes |
| ------ | ------------ | ------ |
| 0,1    | 90 ou +      | 0,5    |
| 3,6    | 75-89 ans    | 3,4    |
| 13,9   | 60-74 ans    | 10,6   |
| 23,2   | 45-59 ans    | 21,0   |
| 23,5   | 30-44 ans    | 23,0   |
| 13,3   | 15-29 ans    | 14,9   |
| 22,3   | 0-14 ans     | 26,6   |

| Hommes | Classe d’âge | Femmes |
| ------ | ------------ | ------ |
| 0,9    | 90 ou +      | 2,5    |
| 8,4    | 75-89 ans    | 11,7   |
| 20,4   | 60-74 ans    | 20,5   |
| 21,3   | 45-59 ans    | 20,3   |
| 16,8   | 30-44 ans    | 16,3   |
| 15,2   | 15-29 ans    | 13,2   |
| 17     | 0-14 ans     | 15,6   |

## Économie

### Revenus
En 2018, la commune compte 531 ménages fiscaux, regroupant 1 480 personnes. La médiane du revenu disponible par unité de consommation est de 22 080 € (20 800 € dans le département).

### Emploi
| Division       | 2008  | 2013  | 2018  |
| -------------- | ----- | ----- | ----- |
| Commune        | 4,8 % | 5,1 % | 6,1 % |
| Département    | 6,3 % | 7,7 % | 7,7 % |
| France entière | 8,3 % | 10 %  | 10 %  |

En 2018, la population âgée de 15 à 64 ans s'élève à 925 personnes, parmi lesquelles on compte 82,2 % d'actifs (76,1 % ayant un emploi et 6,1 % de chômeurs) et 17,8 % d'inactifs,. Depuis 2008, le taux de chômage communal (au sens du recensement) des 15-64 ans est inférieur à celui de la France et du département.
La commune fait partie de la couronne de l'aire d'attraction de Saint-Étienne, du fait qu'au moins 15 % des actifs travaillent dans le pôle,. Elle compte 288 emplois en 2018, contre 273 en 2013 et 287 en 2008. Le nombre d'actifs ayant un emploi résidant dans la commune est de 708, soit un indicateur de concentration d'emploi de 40,6 % et un taux d'activité parmi les 15 ans ou plus de 70,6 %.
Sur ces 708 actifs de 15 ans ou plus ayant un emploi, 98 travaillent dans la commune, soit 14 % des habitants. Pour se rendre au travail, 93,3 % des habitants utilisent un véhicule personnel ou de fonction à quatre roues, 1 % les transports en commun, 2,2 % s'y rendent en deux-roues, à vélo ou à pied et 3,5 % n'ont pas besoin de transport (travail au domicile).

### Entreprises
C'est en 1940 que Jean Marie Bonnefoy a ouvert son atelier de tricotage aux Villettes. Après plusieurs générations et 80 ans d'existence, cette entreprise familiale perpétue le savoir-faire ancestral, savoir-faire récompensé par le label EPV (entreprise du patrimoine vivant).
Aujourd'hui, la Maison Bonnefoy fabrique des accessoires de mode de grande qualité (écharpes, étoles, bonnets, gants, ponchos) vendus dans une trentaine de pays.